# Voces unidas
Singles
1. Puedes llegar
Sortie : 1996
2. Un mundo nuevo
Sortie : 1996
3. Así como hoy
Sortie : 1996
4. No quiero saber
Sortie : juin 1996

Voces unidas est un album studio, enregistré par divers musiciens de musique latine, sorti en 1996 à l'occasion des Jeux olympiques d'Atlanta.

## Développement
Début 1996, Emilio Estefan et José Behar, président d'EMI Latin, envisagent de réunir les plus grands artistes hispanophones et de créer du matériel pour les prochains Jeux olympiques, en réaction à plusieurs artistes anglophones qui préparent leurs albums pour les Jeux olympiques. Estefan et Behar ont discuté du projet avec le comité des Jeux olympiques d'Atlanta, dont le vice-président chargé du marketing, Lous Wayne Cunningham, qui déclare : « Les Hispaniques, en Amérique latine et en Espagne, ont des cultures et des coutumes différentes, mais il y a quelque chose de spirituel qui nous unit, et c'est la langue. »
Après l'accord du comité des Jeux olympiques, Estefan commence l'enregistrement de l'album, bien qu'ils ne l'aient pas fait dans le même studio, chaque artiste ayant enregistré sa chanson séparément. Parmi les producteurs figurent Marc Anthony, Emilio Estefan, Christian Walden et Oscar Mediavilla. Les lieux d'enregistrement sont Miami, New York, Los Angeles et Rio de Janeiro. En outre, Emilio est choisi pour produire Reach, la chanson thème officielle des Jeux olympiques d'été de 1996, qui bénéficie d'une grande visibilité grâce à l'interprétation de la chanson par Gloria Estefan lors de la cérémonie de clôture des Jeux olympiques.

## Singles promotionnels
Emilio produit Puedes llegar, une reprise en espagnol de la chanson Reach de Gloria Estefan, qui a été enregistrée par plusieurs artistes : Gloria Estefan, Jon Secada, Julio Iglesias, Plácido Domingo, Roberto Carlos, Jose Luis Rodríguez, Patricia Sosa, Alejandro Fernández, Ricky Martin et Carlos Vives. Puedes llegar est sorti en tant que single promotionnel et atteint la deuxième place du Billboard Hot Latin Tracks en juin 1996. Enfin, Puedes llegar est inclus comme morceau d'ouverture de Voces unidas d'EMI Latin, l'album officiel hispanophone des Jeux olympiques de 1996.
Un mundo nuevo de Jon Secada sort également la même année en tant que single promotionnel. No quiero saber de Selena sort en tant que single le 20 juin 1996 et atteint la sixième place du classement Billboard Hot Latin Tracks. Así como hoy de Marc Anthony sort en tant que single et atteint la treizième place du classement Billboard Hot Latin Tracks.

## Liste des titres
Il comprend des titres inédits interprétés par les vedettes de la musique latine.
1. Puedes Llegar[8] - Gloria Estefan, Jon Secada, Julio Iglesias, Plácido Domingo, Roberto Carlos, Jose Luis Rodriguez...
2. Una Nacion - Barrio Boyzz
3. Con La Antorcha En La Mano - Pandora
4. No Quiero Saber - Selena
5. Llama Eterna - Raúl Di Blasio
6. Banderas - La India
7. Suenos De Gloria - Marta Sánchez
8. Uno Entre Mil - Mijares
9. Por Siempre Unidos - Ednita Nazario, Emilio, Graciela Beltran
10. Un Mundo Nuevo - Jon Secada
11. Sera Entre Tu Y Yo - Paulina Rubio
12. Asi Como Hoy - Marc Anthony
13. Todo Es Posible - Thalía
14. Reencuentro - Alvaro Torres, Barrio Boyzz
15. Nunca Es Tarde Para Amar - Patricia Sosa